# Permanent Hof van Internationale Justitie
Het Permanent Hof van Internationale Justitie werd in 1920 opgericht als orgaan van de Volkenbond. Het was de voorloper van het Internationaal Gerechtshof.
Het Permanent Hof van Internationale Justitie was bevoegd om kennis te nemen van alle geschillen van internationale aard die de lidstaten van de Volkenbond aan het Hof wensten voor te leggen. Het had ook een raadgevende functie over elk punt dat de Raad of de Algemene Vergadering van de Volkenbond besprak.
In 1922 werd het Permanent Hof van Internationale Justitie geïnstalleerd in het Vredespaleis te Den Haag. De opening werd verricht door koningin Wilhelmina. Het werd bijgewoond onder anderen door de rechters Rafael Altamina, Beichmann, Bustamonte, Lord Finlay, Hammerskjold, J.B. Moore, Negulesco van Roemenië, J. Oda van Japan, Andre Weisz.
De Nederlander Bernard Loder werd de eerste president van het Hof (1922-1924). Tussen 1922 en 1940 heeft het Hof 29 zaken tussen staten behandeld. De eerste zaak, die in 1923 aan het Hof werd voorgelegd, betrof het Engelse stoomschip Wimbledon dat met een lading Franse wapens aan boord onderweg was naar Polen, dat toen in oorlog was met Rusland. Duitsland had dit schip de vrije doorvaart belemmerd. Het Permanent Hof van Internationale Justitie bepaalde dat Duitsland schadevergoeding moest betalen, daar noch Engeland noch Frankrijk met Duitsland in oorlog waren en de doorvaart dus niet geweigerd had mogen worden.
De Tweede Wereldoorlog betekende het einde voor het Permanente Hof van Internationale Justitie. Begin juli 1940 ontving het Hof een bericht van de Duitse bezetter dat alle privileges zouden worden ingetrokken en alle werkzaamheden met ingang van 15 juli neergelegd moesten worden.
Op 16 juli 1940 vertrokken de leden van het Hof tezamen met diplomaten met een extra trein vanaf station Hollands Spoor naar Zwitserland. De verdere oorlogsjaren zette een aantal leden van het Hof de werkzaamheden in het Zwitserse Genève voort.
In 1946 is het Hof formeel ontbonden, samen met de Volkenbond waar het uit was voortgekomen. Het Internationaal Gerechtshof, dat door de Verenigde Naties werd opgericht, trad ervoor in de plaats. Net als het Permanente Hof van Internationale Justitie werd ook het Internationaal Gerechtshof in het Haagse Vredespaleis gehuisvest.
Om de continuïteit van deze twee Hoven aan te geven worden zij samen ook wel het Wereldhof genoemd. Wanneer een verdrag verwijst naar het Permanent Hof van Internationale Justitie, zal het worden doorverwezen naar het Internationaal Gerechtshof.